# Monéteau
Monéteau és un municipi francès, situat al departament del Yonne i a la regió de Borgonya - Franc Comtat. L'any 2007 tenia 3.826 habitants.

## Demografia

### Població
El 2007 la població de fet de Monéteau era de 3.826 persones. Hi havia 1.592 famílies, de les quals 388 eren unipersonals (144 homes vivint sols i 244 dones vivint soles), 628 parelles sense fills, 444 parelles amb fills i 132 famílies monoparentals amb fills.
La població ha evolucionat segons el següent gràfic:
Habitants censats

### Habitatges
El 2007 hi havia 1.758 habitatges, 1.640 eren l'habitatge principal de la família, 41 eren segones residències i 77 estaven desocupats. 1.498 eren cases i 238 eren apartaments. Dels 1.640 habitatges principals, 1.204 estaven ocupats pels seus propietaris, 403 estaven llogats i ocupats pels llogaters i 33 estaven cedits a títol gratuït; 19 tenien una cambra, 91 en tenien dues, 306 en tenien tres, 534 en tenien quatre i 690 en tenien cinc o més. 1.325 habitatges disposaven pel capbaix d'una plaça de pàrquing. A 728 habitatges hi havia un automòbil i a 760 n'hi havia dos o més.

### Piràmide de població
La piràmide de població per edats i sexe el 2009 era:
| Homes | Edats   | Dones |
| ----- | ------- | ----- |
| 4     | 95 o +  | 4     |
| 4     | 90 a 94 | 16    |
| 16    | 85 a 89 | 24    |
| 8     | 80 a 84 | 20    |
| 56    | 75 a 79 | 80    |
| 84    | 70 a 74 | 84    |
| 100   | 65 a 69 | 92    |
| 112   | 60 a 64 | 104   |
| 132   | 55 a 59 | 108   |
| 212   | 50 a 54 | 148   |
| 180   | 45 a 49 | 208   |
| 188   | 40 a 44 | 188   |
| 120   | 35 a 39 | 132   |
| 128   | 30 a 34 | 116   |
| 168   | 25 a 29 | 132   |
| 148   | 20 a 24 | 92    |
| 172   | 15 a 19 | 140   |
| 156   | 10 a 14 | 92    |
| 148   | 5 a 9   | 80    |
| 108   | 0 a 4   | 112   |

## Economia
El 2007 la població en edat de treballar era de 2.580 persones, 1.816 eren actives i 764 eren inactives. De les 1.816 persones actives 1.680 estaven ocupades (866 homes i 814 dones) i 136 estaven aturades (63 homes i 73 dones). De les 764 persones inactives 314 estaven jubilades, 191 estaven estudiant i 259 estaven classificades com a «altres inactius».

### Ingressos
El 2009 a Monéteau hi havia 1.631 unitats fiscals que integraven 3.850,5 persones, la mediana anual d'ingressos fiscals per persona era de 19.690 €.

### Activitats econòmiques
Dels 293 establiments que hi havia el 2007, 4 eren d'empreses extractives, 3 d'empreses alimentàries, 1 d'una empresa de fabricació de material elèctric, 21 d'empreses de fabricació d'altres productes industrials, 36 d'empreses de construcció, 102 d'empreses de comerç i reparació d'automòbils, 13 d'empreses de transport, 18 d'empreses d'hostatgeria i restauració, 4 d'empreses d'informació i comunicació, 15 d'empreses financeres, 8 d'empreses immobiliàries, 26 d'empreses de serveis, 22 d'entitats de l'administració pública i 20 d'empreses classificades com a «altres activitats de serveis».
Dels 54 establiments de servei als particulars que hi havia el 2009, 1 era una oficina de correu, 3 oficines bancàries, 1 funerària, 5 tallers de reparació d'automòbils i de material agrícola, 2 autoescoles, 5 paletes, 8 guixaires pintors, 4 fusteries, 4 lampisteries, 5 electricistes, 6 perruqueries, 4 restaurants, 3 agències immobiliàries, 1 tintoreria i 2 salons de bellesa.
Dels 26 establiments comercials que hi havia el 2009, 2 eren hipermercats, 2 supermercats, 2 grans superfícies de material de bricolatge, 1 una botiga de més de 120 m², 2 fleques, 2 llibreries, 2 botigues de roba, 2 botigues d'equipament de la llar, 1 una botiga d'equipament de la llar, 2 botigues d'electrodomèstics, 1 una botiga d'electrodomèstics, 2 botigues de material esportiu, 1 un drogueria i 4 floristeries.
L'any 2000 a Monéteau hi havia 17 explotacions agrícoles que ocupaven un total de 780 hectàrees.

## Equipaments sanitaris i escolars
El 2009 hi havia 2 hospitals de tractaments de mitja durada (seguiment i rehabilitació), 1 psiquiàtric, 2 farmàcies i 1 ambulància.
El 2009 hi havia 2 escoles maternals i 3 escoles elementals.

## Poblacions més properes
El següent diagrama mostra les poblacions més properes.